# Leiurus maculatus
Espèce
Leiurus maculatus est une espèce de scorpions de la famille des Buthidae.

## Distribution
Cette espèce est endémique de la province d'Al-Anbâr en Irak. Elle se rencontre dans le district d'Ar-Rutbah.

## Description
La femelle holotype mesure 48,3 mm.

## Publication originale
- Lourenço, 2022 : « A new subgenus and species of Leiurus Ehrenberg, 1828 from Iraq (Scorpiones: Buthidae). » Serket, vol. 18, no 4, p. 421-427.